# John Reid (mánager)
John Reid, alias "The man who lost Queen"(Paisley, 9 de septiembre de 1949) es un mánager musical británico, reconocido principalmente por su asociación con la banda Queen y con el músico Elton John.

## Biografía

### Primeros años
Reid nació en Paisley, Renfrewshire, Escocia, hijo de John Reid, un soldador, y Betty, una comerciante. Pasó tres años en Nueva Zelanda y se crio en el distrito de Gallowhill en Paisley. Asistió a la Academia St. Mirin, donde fue compañero de clase de los cantantes Gerry Rafferty y Joe Egan. A los dieciséis años ingresó en el Stow College en Glasgow, donde estudió ingeniería, aunque abandonó su carrera para mudarse a Londres en 1967.

### Carrera
Comenzó su carrera en la música en 1967 como promotor de la discográfica EMI. Un año después se convirtió en el gerente del sello Tamla Motown para el Reino Unido. En 1971 creó su propia compañía con algunos ahorros y un préstamo de cinco mil libras.
En 1970 conoció al cantante Elton John, entonces conocido como Reg Dwight, en una fiesta de Navidad de la Motown. Ambos comenzaron una relación sentimental y de negocios, ya que Elton se convirtió en el primer cliente de la discográfica de Reid. Su relación personal finalizó después de cinco años, pero él siguió siendo el mánager de Elton hasta 1998. Su relación profesional finalizó por una carta filtrada que detallaba los gastos del músico, encontrada por Benjamin Pell y publicada en el Daily Mirror. El fin de su relación comercial llevó a una acción legal en 2000, y Reid tuvo que pagar a Elton John 3,4 millones de libras esterlinas. Sin embargo, su discográfica ganó más de 73 millones de libras esterlinas representando al músico entre 1970 y 1998.
Entre 1975 y 1978, Reid fue el mánager del grupo de rock británico Queen. En 1994 representó al bailarín irlandés Michael Flatley. Después de que Flatley dejara el grupo Riverdance y terminara su relación con Reid, debió pagarle aproximadamente un millón de libras esterlinas para resolver una demanda por despido improcedente. Otros artistas representados por Reid fueron Kiki Dee, Billy Connolly, Lionel Richie y Andrew Lloyd Webber, entre otros. En 1999 se retiró del negocio.

### En la cultura popular
Reid fue interpretado por el actor Aidan Gillen en la película biográfica de Queen, Bohemian Rhapsody de 2018, y por Richard Madden en el filme Rocketman de 2019.